# Турфан
Турфа́н (уйг. تۇرپان‎, кит. упр. 吐鲁番, пиньинь Tulufán) — городской округ в Синьцзян-Уйгурском автономном районе КНР. Площадь — 69,3 тыс. км². Правительство округа располагается в районе Гаочан.

## Климат
Турфан известен как «китайский полюс жары». 16 июля 2023 года, в 19:07 (пекинское время) в волости Саньбао (кит. упр. 三堡) района Гаочан города Турфан была зарегистрирована температура 52,2 °C, что стало наивысшей зарегистрированной в Китае температурой воздуха; прежний рекорд (49,6 °C) был зарегистрирован также в Турфане 13 июля 1975 года. Здесь также зарегистрирована наивысшая в Китае средняя температура июля: 35 °C.

## История
Во времена империи Хань где-то на северо-западе нынешнего округа располагалось княжество Гуху (孤胡) или Хуху (狐胡) со ставкой князя в долине Цзюйшилю (車師柳). Население: 55 семейств, 264 человека, 45 воинов. Китайская администрация: три офицера. На западе располагалось княжество раннее (южное) Чэши (車師前國) со столицей в городе Цзяохэ (交河), то есть «обе реки» — город построен на стрелке между двумя реками, так что они прикрывают город с востока и запада, отсюда и название. Население: 700 семейств, 6050 человек, 1865 воинов. Китайская администрация: два наместника с титулом хоу, 5 офицеров, 2 переводчика. На востоке княжество Чэши-Дувэй (車師都尉國). Население: 40 семейств, 333 человека, 84 воина.
В I веке до н. э. в Турфанской впадине, в 30 км от современного Гаочана хуннскими правителями была основана военная колония Гаочан (高昌 — «Высшее процветание») или Кочо, Идикутшари, Кара-Ходжа.
При Хань Турфан был княжеством, в наибольшей степени поддерживающим хунну и противостоящим продвижению китайцев на запад. В 45 году н. э. Турфан добровольно подчинился Восточной Хань. Колебания императора Хань Гуан У-ди подтолкнули князя Турфана восстановить союз с хунну. 
В 90 году турфанцы вновь попросились в китайское подданство, видя, что хунну проигрывают войну. 
В 97 году китайцы отправили против турфанского князя Чжоти (涿鞮) войско из 20 000 набранных в Лянчжоу цянов, захватили князя и 2 000 человек в плен. При попытке к бегству Чжоти был обезглавлен. 
В 120 году Турфан снова восстал, и в 125 году Бань Юн разбил турфанского князя и обезглавил его. В 126 году Цзятэ (加特), новый князь Турфана, помогал Бань Юну в войне против хунну. 
В 134 году турфанцы (1500 воинов) помогали разгромить ставку северного шаньюя. 
В 135 году хунну устроили два набега на Турфан и, несмотря на действия войск правителя Дуньхуана, имели успех. 
В 153 году турфанский князь Алодо (阿罗多) решил сбросить китайское правление, но другой турфанский князь Тяньчжэньлин (炭遮领) остался верен Хань, и Алодо с семьёй бежал к хунну. Сяовэй Янсян (阎详) добился помилования Алодо и вернул его в Турфан ради общей безопасности.
После распада Хунну и свержения Хань сношения Китая и Турфана прервались. Известно, что турфанцы занимались меновой торговлей с жужанями. В 424 году правитель Северной Вэй Тоба Дао отправил послов в Турфан, где их поймали жужани и доставили к хану Ути. По требованию Дао послов отпустили.
В 442 году Турфан попал под власть Ухоя, хуннского князя Северной Лян. С небольшой (около 5 тысяч) армией, перейдя пустыню, Ухой занял Турфан. Княжеская семья бежала в Харашар, где их стали поддерживать вэйцы в обмен на полное подчинение.
В период с IX по XIV века Турфан был центром развитого и влиятельного в регионе государства Турфанского идыкутства.
В июле 1975 года из входивших до этого в состав городского округа Урумчи уездов Турфан и Токсун и входившего в состав округа Хами уезда Пичан был образован округ Турфан. В декабре 1984 года уезд Турфан стал городским уездом.
Постановлением Госсовета КНР от 16 марта 2015 года округ Турфан был преобразован в городской округ; бывший городской уезд Турфан стал районом Гаочан городского округа Турфан.

## Население
Согласно переписи населения 2000 года в округе проживает 550,7 тыс. чел.
Национальный состав (2000)
| Народ   | Численность | Доля    |
| ------- | ----------- | ------- |
| Уйгуры  | 385 547     | 70,01 % |
| Китайцы | 128 313     | 23,3 %  |
| Хуэйцзу | 35 140      | 6,38 %  |

## Административное деление
Городской округ Турфан делится на 1 район городского подчинения, 2 уезда:
|   |        |                  |           |               |                                 |                                  |                        |               |                  |
| # | Статус | Название         | Иероглифы | Пиньинь       | Уйгурский язык (арабский шрифт) | Уйгурский язык (латинский шрифт) | Население (2003 прим.) | Площадь (км²) | Плотность (/км²) |
| 1 | Район  | Гаочан           | 高昌区    | Gāochāng qū   | تۇرپان شەھىرى                   | Qarahoja                         | 260 000                | 13 690        | 19               |
| 2 | Уезд   | Пичан (Шаньшань) | 鄯善县    | Shànshàn xiàn | پىچان ناھىيىسى                  | Pichan Nahiyisi                  | 210 000                | 39 759        | 5                |
| 3 | Уезд   | Токсун           | 托克逊县  | Tuōkèxùn xiàn | توقسۇن ناھىيىسى                 | Toqsun Nahiyisi                  | 110 000                | 16 171        | 7                |

## Экономика
Компания PetroChina добывает и перерабатывает в Турфане нефть. В округе активно развивается выращивание лосося, которого экспортируют в Пекин, Шанхай и Гуандун.
Турфан является крупнейшим центром выращивания винограда в Китае (около 10 % всего столового винограда страны), а также крупным центром по производству вина, виноградного сока, масла виноградных косточек и изюма (более 90 % производства изюма в стране).

## Достопримечательности
- Руины крепости Цзяохэ
  - Пещерный буддийский монастырь Ярху[8]
  - Пещерный комплекс Шэнцзинькоу

## В массовой культуре
В фильме Мумия: Гробница императора драконов упомянут Турфанский монастырь, в котором, якобы, хранится секрет бессмертия.